# أنكيتوس
أنكيتوس هو قديس وبابا الكنيسة الكاثوليكية خلال فترة غير معروفة على وجه الدقّة، إذ يشير بعض المؤرخين إلى حوالي العام 150 أما في قوائم الفاتيكان الرسمية فبدءًا من 154 أو 155 وقد انتهت حبريته بوفاته عام 167. كما أنه أحد القديسيين السوريين، وأحد الباباوات الخمسة، الذين تعود أصولهم إلى سوريا حاليًا. اسمه مشتق من اليونانية بمعنى "الذي لم يقهر"، وقد ولد وعاش في مدينة حمص.
وفقًا للمؤرخ القديم إيريناوس، فإنه قد زار روما ومعه بوليكاربوس السميرني وأحد تلامذة يوحنا الإنجيلي لمناقشة البابا حول الاحتفال بعيد الفصح حيث كان هناك انقسام بين الكنائس المسحية حول أسس تحديد هذا العيد، فبينما نافح البعض عن الالتزام بيوم الرابع عشر من شهر نيسان القمري، وهو يوم صلب يسوع وفق العقائد المسيحية والتقاليد المبكرة، بغض النظر عن أي يوم من أيام الأسبوع يقع، تمسك البعض ومن بينهم كنيسة روما التي يرأسها البابا شخصيًا بالاحتفال بالفصح في يوم الأحد، وهو يوم قيامة يسوع وفق العهد الجديد. وبختام المناقشات، سمح البابا لكنيسة سميرنا، لكل كنيسة أن تعيّد وفق الأساس الذي تراه مناسبًا، وقد ظلّ هذا الجدل منفتحًا حتى قام مجمع نيقية عام 325 بحسمه لمصحلة رأي كنيسة روما.
المؤرخ المسيحي هيجيسيبوس، زار روما خلال بابوية أنيكتوس خصيصًا للقاء البابا، وكثيرًا ما يستشهد المؤرخون الكاثوليك المعاصرون، على هذه الزيارة كدليل على الأهمية المبكرة للكرسي الرسولي في روما. خلال بابويته قام أنتيكوس بوضع الحرم الكنسي على المذهب المونتاني، وبذلك كانت من أولى الهرطقات في المسيحية التي يتم إنزال حرم بحقها، كما نقل المؤرخون أن البابا كان يعارض بشدة الغنوصيين، ووفقًا لعدد من المؤرخين، فإن البابا قد أصدر مرسومًا بابويًا بأن لا يسمح للكهنة بأن يكون لهم شعر طويل، وربما يعود ذلك لأن الغنوصيين كانوا يطيلون شعورهم.
حسب التقليد، فإن البابا أنتيكوس عانى من الاضطهاد خلال عهد الإمبرطور الروماني لوسيوس، وقد اختلف في تاريخ وفاته تحت التعذيب فقيل 16 أبريل أو 17 أبريل أو 20 أبريل وقد تمّ أخيرًا تحديد موعد يوم تذكاره في 20 أبريل وذلك عام 1970، أما قبل ذلك فكان 17 أبريل.